# Walker Ridge
Walker Ridge ist ein hoher Gebirgskamm in den Victory Mountains im ostantarktischen Viktorialand. Er ragt zwischen dem Stafford-Gletscher und dem Coral-Sea-Gletscher auf.
Der United States Geological Survey kartierte ihn anhand eigener Vermessungen und Luftaufnahmen der United States Navy zwischen 1960 und 1964. Das Advisory Committee on Antarctic Names benannte ihn 1970 nach dem US-amerikanischen Ingenieur Eric Arthur Walker (1910–1995), Präsident der Pennsylvania State University von 1956 bis 1970 sowie Mitbegründer und Präsident der National Academy of Engineering.